# Pirofosfato
Si definisce comunemente pirofosfato l'anione, il sale e l'estere dell'acido pirofosforico. Originariamente preparati riscaldando i fosfati (da cui il prefisso greco pyro-, fuoco), i pirofosfati sono buoni agenti complessanti per gli ioni metallici (come il calcio e molti metalli di transizione) e sono ampiamente utilizzati nell'industria chimica. 

## Chimica
I pirofosfati esibiscono generalmente le solubilità più alte tra i fosfati. Un pirofosfato è il primo membro di un'intera serie di polifosfati.
Il termine pirofosfato è anche il nome degli esteri formati dalla condensazione di un composto biologico fosforilato con un fosfato inorganico, come per il dimetilallil pirofosfato. Questo legame è chiamato anche legame fosfato ad alta energia.
La sintesi del tetraetilpirofosfato fu descritta per la prima volta nel 1854 da Philippe de Clermont in una riunione presso l'Accademia francese delle scienze.

## Ruolo biologico
In biochimica, i pirofosfati hanno un ruolo chiave: nelle cellule l'anione P2O4−7 (abbreviato PPi da pirofosfato inorganico) è formato dall'idrolisi dell'ATP in AMP.
ATP → AMP + PPi
Ad esempio, quando un nucleotide è incorporato all'interno di una catena nascente di DNA o RNA attraverso l'azione di una polimerasi viene rilasciato PPi. Presso le catene di DNA o RNA può anche avvenire la pirofosforolisi, la reazione inversa della polimerizzazione: il pirofosfato reagisce con un 3'-nucleotide monofosfato (NMP o dNMP), che viene in seguito rimosso dall'oligonucleotide a rilasciare il corrispondente trifosfato (dNTP o NTP).

## Degradazione
L'anione pirofosfato è instabile in soluzione acquosa e si idrolizza lentamente a fosfato inorganico:
P2O4−7 + H2O → 2 HPO2−4
o, in notazione abbreviata:
PPi + H2O → 2 Pi
In assenza di catalisi enzimatica, le reazioni di idrolisi dei polifosfati semplici come il pirofosfato, il trisfosfato lineare, ADP e ATP procedono normalmente in modo estremamente lento in tutti i mezzi eccetto quelli altamente acidi.
(L'inverso di questa reazione è il metodo di preparazione dei pirofosfati mediante riscaldamento dei fosfati.)
Tale idrolisi rende il taglio di ATP ad AMP e PPi effettivamente irreversibile. Per tale motivo le reazioni biochimiche accoppiate a questa idrolisi sono altrettanto irreversibili.
Il PPi si trova nel liquido sinoviale, nel plasma sanguigno e nell'urina a livelli sufficienti a bloccare la calcificazione e può essere un inibitore naturale della formazione di idrossiapatite nel liquido extracellulare (ECF). Le cellule possono incanalare il PPi intracellulare nell'ECF. L'ANK è un canale non enzimatico del PPi attraverso la membrana plasmatica che sostiene i livelli di PPi extracellulare. La funzione difettiva del canale ANK sul PPi attraverso la membrana è associata a PPi extracellulare basso e a PPi intracellulare elevato. L'ectonucleotide pirofosfatasi/fosfodiesterasi (ENPP) può agire per innalzare il PPi extracellulare.
Dal punto di vista della contabilità energetica dei fosfati, l'idrolisi da ATP ad AMP e PPi richiederà due fosfati ad alta energia, in quanto per la ricostituzione di AMP in ATP occorreranno due reazioni di fosforilazione.
AMP + ATP → 2 ADP
2 ADP + 2 Pi → 2 ATP
La concentrazione plasmatica di pirofosfato inorganico ha un intervallo di riferimento di 0,58-3,78 µM (intervallo di previsione al 95%).